# 이종배
이종배(李鍾培, 1957년 5월 30일~)는 대한민국의 정치인으로, 제19·20·21·22대 국회의원이다. 관선 음성군수, 민선 충주시장을 지냈다.

## 학력
- 1968년 주덕국민학교 졸업
- 1971년 충주중학교 졸업
- 1974년 청주고등학교 졸업
- 1979년 고려대학교 행정학 학사

## 경력
- 1979년: 제23회 행정고등고시 합격
- 1991년~1993년: 충청북도청 총무과장
- 1993년~1994년: 충청북도청 기획담당관
- 1994년~1995년: 제30대 충청북도 음성군수(관선)
- 1996년~1998년: 대통령비서실 행정비서관
- 1998년~2000년: 행정자치부 감사담당관
- 2000년~2001년: 행정자치부 재정경제과장
- 2001년~2002년: 행정자치부 자치행정과장
- 2002년~2003년: 충청북도 청주시 부시장
- 2003년~2004년: 충청북도청 기획관리실장
- 2005년~2006년: 자치경찰제 실무추진단장
- 2007년~2009년: 충청북도 행정부지사
- 2009년~2011년: 소청심사위원회 상임위원
- 2010년~2011년: 행정안전부 차관보
- 2011년~2011년: 제4대 행정안전부 제2차관
- 2011년 10월 26일: 2011년 하반기 재보궐선거 당선(민선 5기, 충청북도 충주시장, 한나라당, 초선)
- 2011년~2014년: 제35대 충청북도 충주시장(민선 5기, 한나라당→새누리당, 초선)
- 2014년 7월 30일: 2014년 상반기 재보궐선거 당선(충북 충주시, 새누리당, 초선)
- 2014년 8월~2017년 2월: 새누리당 충청북도당 충주시 당원협의회 위원장
- 2016년 4월 13일: 대한민국 제20대 국회의원 선거 당선(충북 충주시, 새누리당, 재선)
- 2017년 7월~2020년 2월: 자유한국당 대외협력위원장
- 2017년 12월~2018년 12월: 자유한국당 정책위원회 부의장
- 2017년 12월~2018년 9월: 자유한국당 충청북도당 충주시 당원협의회 위원장
- 2018년 12월~2020년 2월: 자유한국당 충청북도당 충주시 당원협의회 위원장
- 2018년 12월~2020년 2월: 자유한국당 정책위원회 수석부의장
- 2019년 7월~2020년 2월: 자유한국당 日수출규제 대책 특별위원회 위원
- 2020년 1월~2020년 2월: 자유한국당 제21대 국회의원 선거 공약개발단 지역 공약 개발단 공동소통단장
- 2020년 2월~2020년 5월: 미래통합당 정책위원회 수석부의장
- 2020년 2월~2020년 9월: 미래통합당 충청북도당 충주시 당원협의회 위원장
- 2020년 2월: 미래통합당 대외협력위원장
- 2020년 4월 15일: 대한민국 제21대 국회의원 선거 당선(충북 충주시, 미래통합당, 3선)
- 2020년 5월~2020년 9월: 미래통합당 정책위원회 의장
- 2020년 6월 1일~2020년 9월 2일: 미래통합당 비상대책위원회 위원(당연직)
- 2020년 9월~2021년 6월: 국민의힘 정책위원회 의장
- 2020년 9월~: 국민의힘 충청북도당 충주시 당원협의회 위원장
- 2020년 9월 2일~2021년 6월 11일: 국민의힘 비상대책위원회 위원(당연직)
- 2020년 10월: 국민의힘 약자와의 동행 위원회 입법동행분과 위원
- 2020년 11월~2021년 3월: 국민의힘 2021년 재보궐선거 공약개발단 총단장
- 2021년 3월~2021년 4월: 국민의힘 2021년 재보궐선거 중앙선거대책위원회 공동부위원장
- 2021년 8월~2021년 11월: 국민의힘 윤석열 제20대 대통령 선거 예비후보 국민캠프 정책본부 정책총괄본부장
- 2022년 1월~2022년 3월: 제20대 대통령 선거 국민의힘 충북을 살리는 선거대책위원회 선거대책위원장단 총괄선거대책위원장
- 2023년 7월~2024년 7월: 국민의힘 충청북도당 위원장
- 2024년 2월~2024년 3월: 국민의힘 충청북도당 2024년 상반기 재보궐선거 공천관리위원회 위원장
- 2024년 3월~2024년 4월: 제22대 국회의원 선거 국민의힘 충청북도당 선거대책위원회 총괄선거대책위원장
- 2024년 4월 10일: 대한민국 제22대 국회의원 선거 당선(충북 충주시, 국민의힘, 4선)
- 2024년 9월~: 국민의힘 호남동행 국회의원 발대식 명예의원(전북특별자치도 완주군)
- 2025년 4월~2025년 4월: 국민의힘 유정복 제21대 대통령 선거 경선후보 일하는 대통령 캠프 총괄선대본부장
- 2025년 5월~2025년 6월: 제21대 대통령 선거 국민의힘 김문수 대통령 후보 직속 총괄특보단장
- 2025년 5월~2025년 6월 제21대 대통령 선거 국민의힘 김문수 대통령 후보 충북 선거대책위원회 공동선대위원장

### 의정활동
- 2014년 7월~2016년 5월: 제19대 국회의원(충북 충주시, 새누리당, 초선)
  - 2014년 8월~2016년 5월: 제19대 국회 농림축산식품해양수산위원회 위원
  - 2015년 6월~2016년 5월: 제19대 국회 예산결산특별위원회 위원
  - 2015년 7월~2016년 5월: 제19대 국회 운영위원회 위원
- 2016년 5월~2020년 2월: 제20대 국회의원(충북 충주시, 새누리당→자유한국당→미래통합당, 재선)
  - 2016년 6월~2018년 5월: 제20대 국회 전반기 교육문화체육관광위원회 간사
  - 2017년 1월~2017년 12월: 제 20대 국회 헌법개정특별위원회 위원
  - 2018년 7월~2020년 5월: 제20대 국회 후반기 산업통상자원중소벤처기업위원회 간사
  - 2018년 10월~2019년 6월: 제20대 국회 후반기 에너지특별위원회 위원
  - 2019년 7월~2020년 5월: 제20대 국회 후반기 예산결산특별위원회 간사
- 2020년 5월~2024년 5월: 제21대 국회의원(충북 충주시, 미래통합당→국민의힘, 3선)
  - 2020년 7월~2021년 8월: 제21대 국회 전반기 예산결산특별위원회 위원
  - 2020년 7월~2020년 9월: 제21대 국회 전반기 환경노동위원회 위원
  - 2020년 7월~2024년 5월: 혁신 4.0 연구포럼 공동대표의원
  - 2020년 9월~2022년 5월: 제21대 국회 전반기 국토교통위원회 위원
  - 제21대 국회 전반기 국토교통위원회 청원심사소위원회 위원
  - 2021년 9월~2022년 5월: 제21대 국회 전반기 예산결산특별위원회 위원장
  - 제21대 국회 전반기 예산결산특별위원 예산안등조정소위원회 위원장
  - 2022년 7월~2023년 1월: 제21대 국회 후반기 국토교통위원회 위원
    - 제21대 국회 후반기 국토교통위원회 예산결산기금심사소위원회 위원
    - 제21대 국회 후반기 국토교통위원회 청원심사소위원회 위원장

  - 2023년 1월~2024년 5월: 제21대 국회 후반기 산업통상자원중소벤처기업위원회 위원
    - 제21대 국회 후반기 산업통상자원중소벤처기업위원회 청원소위원회 위원
- 2024년 5월~: 제22대 국회의원(충북 충주시, 국민의힘, 4선)
  - 2024년 6월~2024년 7월: 제22대 국회 전반기 예산결산특별위원회 위원
  - 2024년 6월~: 제22대 국회 전반기 산업통상자원중소벤처기업위원회 위원
    - 제22대 국회 전반기 산업통상자원중소벤처기업위원회 중소벤처기업소위원회 위원

  - 2024년 7월~: 22대 국회 전반기 정각회 고문
  - 국부포럼 구성의원
  - 국회수소경제포럼 대표의원
  - 2025년 6월~2025년 7월: 제22대 국회 국무총리(김민석) 임명동의에 관한 인사청문특별위원회 위원장
  - 2025년 8월~: 제22대 국회 전반기 예산결산특별위원회 위원

## 역대 선거 결과
|  | 50.30% |

|  | 64.08% |

|  | 61.00% |

|  | 52.25% |

|  | 51.11% |

## 소속 정당
| 소속 정당 | 소속 정당  | 소속 기간 | 비고      |
| --------- | ---------- | --------- | --------- |
|           | 한나라당   | 2011~2012 | 정계 입문 |
|           | 새누리당   | 2012~2017 | 당명 변경 |
|           | 자유한국당 | 2017~2020 | 당명 변경 |
|           | 미래통합당 | 2020      | 합당      |
|           | 국민의힘   | 2020~현재 | 당명 변경 |

## 같이 보기
- 충주시 (1996년 선거구)
- 충주시의 국회의원
- 대한민국의 행정안전부 차관
- 충청북도 부지사
- 음성군수
- 충주시장